# Masha en de Beer

Masha en de Beer is een veelbekroonde Russische animatieserie. De eerste uitzending was op 7 januari 2009 op Rusland-1 (Россия 1). De serie  werd bedacht en geregisseerd door Oleg Koezovkov, samen met Andrej Dobroenov en Dmitri Lovejko. De stemacteur van de beer, Boris Koetnevitsj, deed tevens het sounddesign. Er zijn 78 afleveringen gemaakt die elk zo rond de zeven minuten duren. In Nederland werd de serie uitgezonden door NPO Zappelin en in België door de VRT. Twee compilaties van de serie zijn te zien op Netflix en Videoland.
In 2012 kwam er een spin-off Masha's spookverhalen van 26 afleveringen met Russische volksverhalen.

## De hoofdpersonages
De hoofdpersonages zijn:
- Mishka, een beer uit het circus. Hij kent nog allerlei goocheltrucs en woont in een uitgeholde, ingerichte boom in het bos. Hij wil vooral met rust gelaten worden maar voelt zich ook vaak eenzaam. Hij voelt zich wel verantwoordelijk naar Masha. In sommige afleveringen van de Russisch-taalversie noemt Masha hem "Mishka" (Russisch: Мишка, Nederlands: "Kleine beer"), wat een traditionele naam is die wordt gegeven aan beren in Russische verhalen.
- Masha, een ondeugend maar goedmoedig peutermeisje. Ze woont in een verlaten stationsgebouw in de buurt en zet doorlopend het huis van de beer op stelten. Masha en de beer hebben een haat-liefdeverhouding. Ze hebben doorlopend ruzie maar geven ook veel om elkaar.
- De boerderijdieren, een geit, een kip, een haan, een hond en een varken. Zij leven bij Masha op het terrein, worden vaak tegen hun wil in haar spelletjes betrokken en slaan op de vlucht als ze haar horen aankomen.
- Het konijn, probeert steeds wortels uit de moestuin van de beer te stelen.
- De berin, deze duikt af en toe onverwachts op. Mishka wordt helemaal verlegen als hij haar ziet.
- De Panda, deze is familie van Mishka. Masha en de panda zijn rivalen van elkaar.
- Pinguïn, Een pinguïn die voor het eerst voorkomt in aflevering 23, in de aflevering "De vondeling". Als Masha een ei vindt in het bos besluit ze om naar beer te gaan om te kijken van wie het ei is. In het boek van beer over vogeleieren ontdekken ze dat het om een pinguïnei gaat. Masha besluit dat beer het ei moet broeden om het ei uit te laten komen. Even later komt het ei uit, er komt een kleine pinguïn uit het ei. De pinguïn ziet Beer snel als zijn ouderfiguur en de beer vormt een oprechte band met hem, maar kiest ervoor om de pinguïn naar Antarctica te sturen voor zijn eigen gezondheid. Toch blijven ze met elkaar contact houden en heeft de pinguïn beer meerdere malen bezocht.
- Dasha, het nette en betweterige nichtje van Masha. Deze meisjes zijn elkaars tegenpolen maar de beer kan ze niet uit elkaar houden ondanks dat Dasha een bril draagt.
- Himalayabeer, een sterke en doortastende beer die Mishka's rivaal is in de liefde. Hij is zeer gemeen tegenover Mishka.
- De twee hongerige wolven, wonen in een oude ambulance. De wolven doen alles om aan voedsel te komen maar Masha kan ze prima de baas.
- Vadertje Vorst, is een Kerstmanachtig personage uit Rusland dat verschijnt in kerstthema-afleveringen.
- Vierogige aliens, Deze aliens verschenen in aflevering 65 in de aflevering, "We komen in vrede". Ze leven ver weg van de aarde in het universum. Toen het ruimteschip van de 3 aliens ergens tegen aanbotste in het universum, stortte het per ongeluk op aarde. Ze werden geholpen door Beer en Masha om terug te keren naar hun ruimteschip.

## Muziek
De muziek voor elke aflevering werd geschreven door de Russische componist Vasili Bogatyrjov. De meeste nummers die in de serie worden gebruikt, zoals de muziek van de afleveringen 'Laundry Day' (Wasdag) en 'The Grand Piano Lesson' (Pianoles), werden erg populair in Rusland en in het buitenland. Ook zijn er 2 nummers van de Amerikaanse componist Scott Joplin te horen. Zo is het nummer The Entertainer in de aflevering Terrible Power (Verpletterende schoonheid) en Maple Leaf Rag in de aflevering And Action! (En Actie!) te horen.

## Nederlandse nasynchronisatie
- De stem van Masha wordt in het Nederlandse ingesproken door Elaine Hakkaart.
- Sinds 2023 wordt de stem van Masha ingesproken door Vlinder de Jong

## Afleveringen

### Seizoen 1
| Aflevering (seizoen) | Aflevering (serie) | Nederlandse titel                       | Engels titel                               |
| -------------------- | ------------------ | --------------------------------------- | ------------------------------------------ |
| 1                    | 1                  | De ontmoeting                           | How They Meet                              |
| 2                    | 2                  | Maak me niet wakker voor het lente is!  | Don't Wake Till Spring!                    |
| 3                    | 3                  | Één, twee, drie! Steek de kerstboom aan | One, Two, Three! Light the Christmas Tree  |
| 4                    | 4                  | Sporen van onbekende dieren             | Tracks of Unknown Animals                  |
| 5                    | 5                  | Dansen met wolven                       | Prances with Wolves                        |
| 6                    | 6                  | Jam dag                                 | Jam Day                                    |
| 7                    | 7                  | Lente voor Beer                         | Springtime for the Bear                    |
| 8                    | 8                  | Uit vissen gaan                         | Gone Fishing                               |
| 9                    | 9                  | Bel me alsjeblieft!                     | Call Me Please!                            |
| 10                   | 10                 | Vrije dag op het ijs                    | Holiday on Ice                             |
| 11                   | 11                 | Eerste schooldag                        | First Day of School                        |
| 12                   | 12                 | Verboden toegang!                       | No Trespassing!                            |
| 13                   | 13                 | Verstoppertje spelen                    | Hide and Seek is not for the weak          |
| 14                   | 14                 | Kijk uit!                               | Watch Out!                                 |
| 15                   | 15                 | Kleine neef                             | Little Cousin                              |
| 16                   | 16                 | Wordt snel weer beter!                  | Get Well Soon!                             |
| 17                   | 17                 | Recept voor een ramp                    | Recipe For Disaster                        |
| 18                   | 18                 | Wasdag                                  | Laundry Day                                |
| 19                   | 19                 | Pianoles                                | The Grand Piano Lesson                     |
| 20                   | 20                 | Strepen                                 | Stripes and Whiskers                       |
| 21                   | 21                 | Alleen thuis                            | Home Alone                                 |
| 22                   | 22                 | Adem in, adem uit                       | Breathe in, breathe out (Hold your breath) |
| 23                   | 23                 | De vondeling                            | The Foundling                              |
| 24                   | 24                 | Smakelijk eten                          | Bon appétit!                               |
| 25                   | 25                 | Hokus-Pokus                             | Hokus-Pokus                                |
| 26                   | 26                 | De verbouwing                           | Home Inprovement                           |

### Seizoen 2
| Aflevering (seizoen) | Aflevering (serie) | Nederlandse titel                    | Engelse titel        |
| -------------------- | ------------------ | ------------------------------------ | -------------------- |
| 1                    | 27                 | Het perfecte plaatje                 | Picture Perfect      |
| 2                    | 28                 | Tijd om met mijn pony te gaan rijden | Time To Ride My Pony |
| 3                    | 29                 | Een hit voor 1 dag                   | One-Hit Wonder       |
| 4                    | 30                 | Het groeidrankje                     | Growing Potion       |
| 5                    | 31                 | Weggeveegd                           | Swept Away           |
| 6                    | 32                 | Van familie moet je het hebben       | All in the Family    |
| 7                    | 33                 | het zoete leven                      | La Dolce Vita        |
| 8                    | 34                 | Flitsende foto's                     | Just Shoot Me        |
| 9                    | 35                 | Gekheid maken                        | Kidding Around       |
| 10                   | 36                 | Twee is te veel                      | Two Much             |
| 11                   | 37                 | Goeie reis                           | Bon Voyage           |
| 12                   | 38                 | De kluts kwijt                       | Trading Places Day   |
| 13                   | 39                 | De griezelnacht                      | The Thriller Night   |
| 14                   | 40                 | Verpletterende schoonheid            | Terrible Power       |
| 15                   | 41                 | Petje af                             | Hat Trick            |
| 16                   | 42                 | En... Actie!                         | And Action!          |
| 17                   | 43                 | Superheld                            | Self-Made Hero       |
| 18                   | 44                 | Eenmaal per jaar                     | Once upon in a Year  |
| 19                   | 45                 | Puzzelen                             | The Weird Case       |
| 20                   | 46                 | Danskriebels                         | Dance Fever!         |
| 21                   | 47                 | Overwinningskreet                    | Victory Cry          |
| 22                   | 48                 | Oerbeer                              | Cave Bear            |
| 23                   | 49                 | TV-ster                              | Dear Show            |
| 24                   | 50                 | Galabal                              | Harvest Party        |
| 25                   | 51                 | Ninja's                              | Home-Grown Ninjas    |
| 26                   | 52                 | Tot ziens                            | See You Later        |

### Seizoen 3
| Aflevering (seizoen) | Aflevering (serie) | Nederlandse titel             | Engelse titel                    |
| -------------------- | ------------------ | ----------------------------- | -------------------------------- |
| 1                    | 53                 | Thuis komen is niet makkelijk | Coming Home Ain't Easy           |
| 2                    | 54                 | Een sprookjesachtig sprookje  | The very fairy tale              |
| 3                    | 55                 | Alfa(bet) Wolf                | Hey, Let's Run!                  |
| 4                    | 56                 | Een spookverhaal              | On A Story Of Stay-up Night      |
| 5                    | 57                 | Liegbeest                     | The Camping Trip                 |
| 6                    | 58                 | Als kat en muis               | Cat and Mouse                    |
| 7                    | 59                 | Game over                     | Game Over                        |
| 8                    | 60                 | Tot je dienst/Jij, Robot      | At Your Rules!                   |
| 9                    | 61                 | Een knuffelige kerst          | Do Not Part With Your Toy!       |
| 10                   | 62                 | Kun je niet slapen?           | Please, Sleep, Sleep!            |
| 11                   | 63                 | Verrassing!                   | Surprise! Surprise! Happy Easter |
| 12                   | 64                 | De Drie Mashketiers           | Three Mashketeers                |
| 13                   | 65                 | Wij komen in vrede...?        | Have Contact                     |
| 14                   | 66                 | Golf voor beginners           | Tee For Three                    |
| 15                   | 67                 | Het beste medicijn            | Best Medicine                    |
| 16                   | 68                 | Kwartet plus één              | Quartet Plus                     |
| 17                   | 69                 | Troetelkind van de week       | New Kids on the Block!           |
| 18                   | 70                 | Twinkel, twinkel kleine ster  | Twinkle, Twinkle, Little Star    |
| 19                   | 71                 | Wat een heerlijk spel         | What a wonderful game            |
| 20                   | 72                 | Het biljarttoernooi           | That's Your Cue!                 |
| 21                   | 73                 | Onderwaterbeer                | Fishy Story                      |
| 22                   | 74                 | Apenstreken                   | Monkey Business                  |
| 23                   | 75                 | Lang leve de koning(in)!      | God Save the Queen!              |
| 24                   | 76                 | De wereld is een podium       | All the World's a Stage          |
| 25                   | 77                 | In één liedje de wereld rond  | Around the World in One Day      |
| 26                   | 78                 | Wie ben ik?                   | Who Am I?                        |

### Seizoen 4
| Aflevering (seizoen) | Aflevering (serie) | Nederlandse titel              | Engelse titel              |
| -------------------- | ------------------ | ------------------------------ | -------------------------- |
| 1                    | 79                 | Wij zijn gek op zingen         | Where All Love to Sing     |
| 2                    | 80                 | Roze is de mode                | Latest Fashion             |
| 3                    | 81                 | Jong geleerd, oud gedaan       | Patience and Labor         |
| 4                    | 82                 | Niks werken: carnaval vieren   | No work all Carnival       |
| 5                    | 83                 | Het geheim van Mashuko         | The Secret of Mashuko      |
| 6                    | 84                 | Veel liefs uit Engeland        | From England with Love     |
| 7                    | 85                 | Gelukkig Nieuwjaar ... alweer! | Happy New Year... Again    |
| 8                    | 86                 | Spaanse klanken                | Spanish Tunes              |
| 9                    | 87                 | Als cactussen bloeien          | When Cacti Bloom           |
| 10                   | 88                 | Net geen antiek Grieks verhaal | Almost Ancient Greek Story |
| 11                   | 89                 | Verhalen uit de Oriënt         | Oriental Tales             |
| 12                   | 90                 | Ooit in het Wilde Westen       | Once in the Wild West      |
| 13                   | 91                 | De toverfluit                  | The Magic Flute            |

## Bioscoopfilm
Op 25 januari 2017 ging in Nederland de eerste bioscoopfilm van Masha en de Beer in première.
In 2023 verschijnt de tweede bioscoopfilm:  Masha en de Beer – Winterpret en meer!